# Cháy rừng tại Fort McMurray 2016
Ngày 1 tháng 5 năm 2016, một đám cháy rừng bùng phát ở tây nam khu vực dịch vụ đô thị Fort McMurray trong khu tự quản vùng Wood Buffalo, Alberta, Canada. Vào ngày 3/5, đám cháy lan vào cộng đồng, phá hủy hơn 1600 căn nhà và khiến cho dân cư Alberta phải di tản nhiều nhất trong lịch sử Alberta. Mức nhiệt độ đo được cao kỷ lục đầu tháng 5 đạt 32 °C (90 °F), điều kiện cực kỳ khô hạn, độ ẩm tương đối thấp ở mức 13% (từ một điểm sương thấp đến mức +1 °C (34 °F)) và gió lớn đã góp phần làm cho đám cháy lan rộng.

## Diễn biến
Đám cháy rừng đầu tiên được phát hiện vào lúc 21:57 ngày 1 tháng 5 năm 2016. Dân cư Centennial Trailer Park và Prairie Creek and Gregoire được yêu cầu sơ tán. Các lệnh sơ tán cho hai khu dân cư đã giảm thành lệnh giữ nguyên tại chỗ vào đêm ngày 02 tháng 5 khi ngọn lửa di chuyển về phía tây nam và cách xa khu vực. Tuy nhiên, lệnh sơ tán bắt buộc đã được phục hồi và mở rộng đến 12 khu phố trên ngày 3 tháng 5 lúc 5:00 chiều (23:00 UTC), và mở rộng ra toàn vùng Fort McMurray lúc 18:49 (00:49 UTC ngày 4 tháng 5). Một lệnh sơ tán lớn hơn nữa bao gồm các cộng đồng lân cận của Anzac, Gregoire Lake Estates, và Fort McMurray First Nation được ban hành vào lúc 9:50 chiều ngày 4 tháng 5 (03:50 UTC 5 tháng 5). Báo cáo cho biết 88.000 người đã được sơ tán thành công, không có trường hợp tử vong hoặc thương tích nào. Tuy nhiên hai người đã thiệt mạng trong một vụ tai nạn giao thông khi sơ tán.

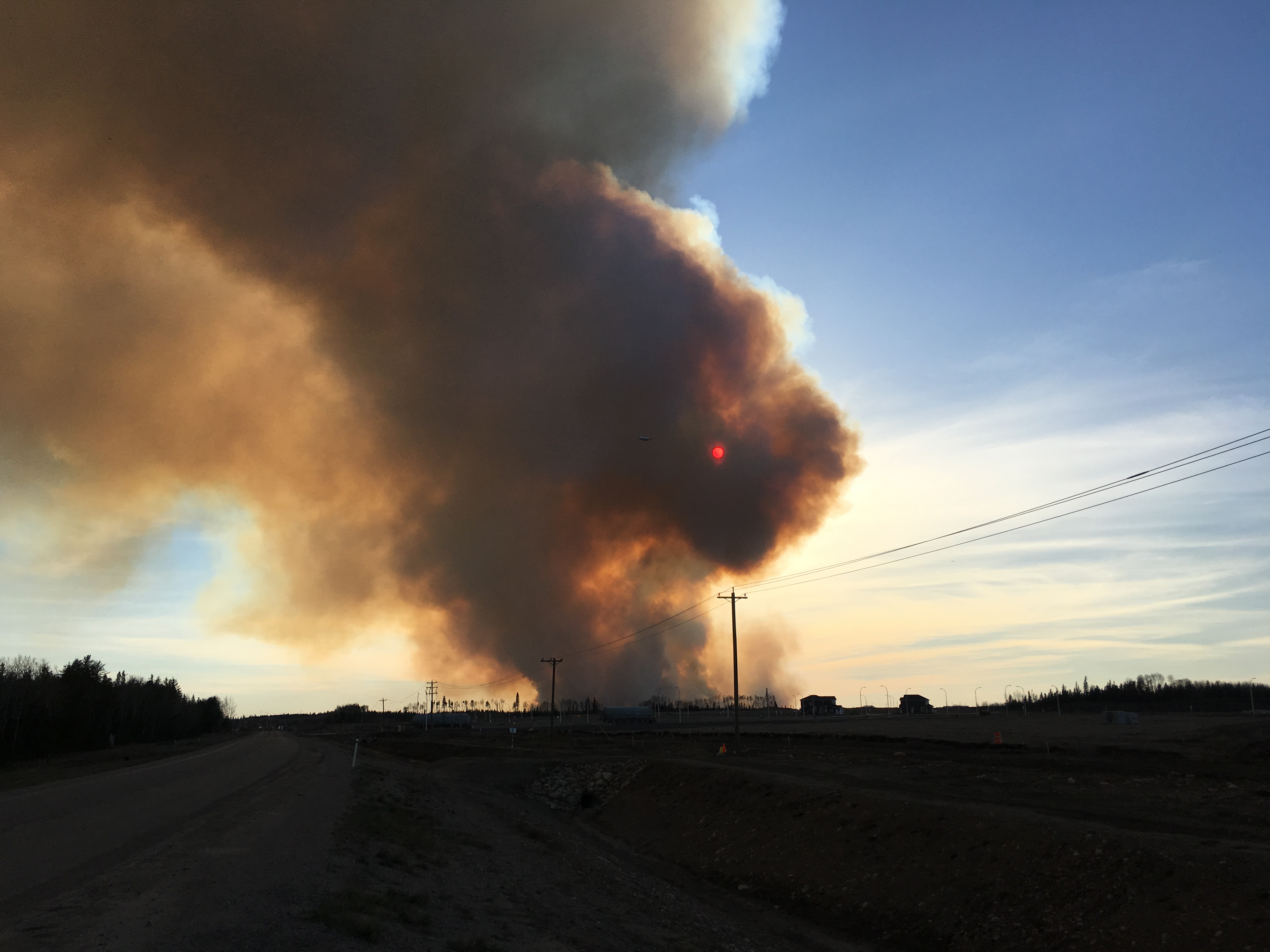
Đám cháy ở gần Fort McMurray ngày 1 tháng 5 năm 2016.

Khu tự quản khu vực Wood Buffalo báo cáo rằng tính đến 04 tháng 5 lúc 4:00 sáng (10:00 UTC), các cộng đồng Beacon Hill, Abasand và Waterways đã bị "tổn thất nghiêm trọng" Tỉnh trưởng Alberta Rachel Notley tiết lộ trong một bản cập nhật rằng vào buổi sáng của ngày 04 tháng 5, hơn 1.600 tòa nhà đã bị phá hủy bởi các vụ cháy; chỉ riêng khu phố Beacon Hill có gần 600 ngôi nhà bị phá hủy. Người ta cũng ước tính rằng 10.000 ha đất đã bị đốt cháy. Những người sơ tán đi về phía bắc Fort McMurray cũng được khuyên nên ở lại nơi họ đã ở, và không đi về phía nam trên quốc lộ 63 do ngọn lửa vẫn còn cháy ra khỏi tầm kiểm soát. Một thông báo khẩn cấp đã được ban hành cho toàn bộ khu vực ngay sau 11:00 (17:00 UTC). Vào lúc 04:05 pm (22:05 UTC) lửa băng qua quốc lộ 63 tại Quốc lộ 69, phía nam của thành phố, và đe dọa sân bay quốc tế, vốn đã bị đình chỉ hoạt động thương mại sáng sớm ngày đó. Ngọn lửa cũng đã buộc người ta phải đổi vị trí đặt hành dinh của Trung tâm Hoạt động khẩn cấp khu vực, ban đầu trong vùng lân cận của sân bay.
Ngọn lửa tiếp tục lan rộng về phía nam vào tháng 5, trải rộng trên 85.000 ha (210.000 mẫu Anh) và buộc sơ tán bổ sung trong các cộng đồng Anzac, Gregoire Lake Estates và Fort McMurray First Nation. Các cộng đồng đã được chấp nhận hơn 8.000 người trong các cuộc di tản ban đầu A provincial state of emergency was declared for the Regional Municipality of Wood Buffalo at 10:00 a.m. (1600 UTC).. Tình trạng khẩn cấp cấp tỉnh đã được công bố cho khu tự quản Wood Buffalo vào lúc 10:00 am (1600 UTC). Chính quyền Alberta công bố một kế hoạch không vận khoảng 8.000 25.000 người đã phải sơ tán đến các trại nằm trên đất cát dầu phía bắc Fort McMurray, với sự hỗ trợ từ một máy bay Hoàng gia Canada Hercules, và các máy bay khác thuộc sở hữu của các công ty năng lượng hoạt động trong cát dầu. Quan chức chính phủ cũng sẽ xem xét khả năng cho các cuộc di tản qua quốc lộ 63 thông qua máy bay. 1.100 nhân viên, 45 máy bay trực thăng, 138 phần thiết bị nặng và 22 tàu chở dầu đã được sử dụng để chữa cháy rừng. 

## Ứng phó và hỗ trợ
Chính quyền Alberta tuyên bố tình trạng tỉnh khẩn cấp cho Fort McMurray và ban hành một yêu cầu chính thức cho sự hỗ trợ của lực lượng vũ trang Canada. Chính phủ và Bộ Quốc phòng đã ký một bản ghi nhớ ngà 04 tháng năm 2016, chi tiết hóa yêu cầu hỗ trợ, sử dụng máy bay trực thăng cho các hoạt động cứu hộ. Một thời gian ngắn sau đó, một chiếc CC-130 Hercules rời CFB Trenton và máy bay trực thăng đã được phái đến các khu vực bị ảnh hưởng. Alberta cũng yêu cầu sự hỗ trợ từ Chính quyền Ontario, và Ontario cam kết sẽ gửi 100 lính cứu hỏa và 19 nhân viên giám sát, điều phối thông qua Trung tâm cháy Canada Interagency rừng. Các tỉnh khác trên toàn Canada cũng đã cung cấp hỗ trợ. Vào ngày 05 tháng 5, bốn máy bay ném bom nước CL-415 từ SOPFEU Québec cất cánh từ tỉnh để hỗ trợ trong nỗ lực chữa cháy.
Ngày 04 tháng 5, chính phủ Alberta cam để phù hợp với khoản quyên góp cho Hội Chữ thập đỏ, cũng như tặng thêm 2 triệu đô la tiền hạt giống. Chính phủ liên bang cũng cam kết để phù hợp với tất cả các đóng góp cho Hội Chữ thập đỏ vào ngày 05 tháng 5. 
Thủ tướng Canada Justin Trudeau trên trang Twitter đã cho biết: "Tôi nguyện cầu cho những người bị ảnh hưởng bởi hỏa hoạn ở Fort McMurray. Hãy ở nơi an toàn và sơ tán ngay khi được yêu cầu".